# Armindo Araújo

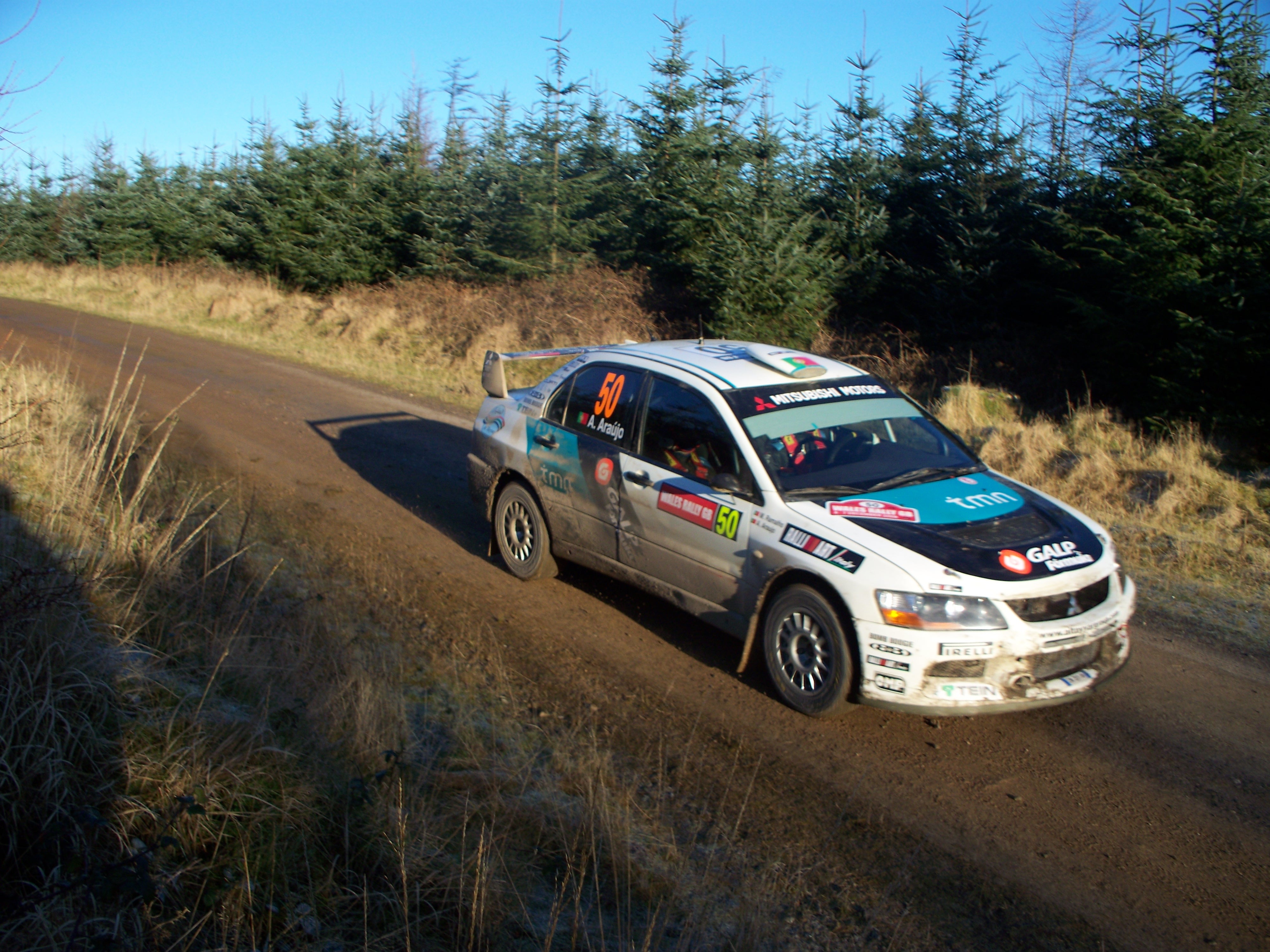
Armindo a 2008-as Wales-ralin

Armindo Araújo (Porto, 1977. szeptember 1. –) portugál raliversenyző.

## Pályafutása
2001-ben, hazája versenyén debütált a rali-világbajnokság mezőnyében. 2007 és 2009 között az N csoportos világbajnokság értékelésébe nevezett. 2007-ben tíz pontjával a tizennegyedik helyen zárt. A 2008-as szezonban minden futamán célba ért és a nyolcadik helyen fejezte be az évet. 2009-ben győzni tudott a portugál versenyen és több alkalommal végzett a dobogón. Ezzel a teljesítménnyel Armindo megnyerte a bajnokságot, mindössze három pont előnyben a cseh Martin Prokop előtt. Rui Madeira 1995-ös sikere óta ez volt az első portugál bajnoki cím az N csoportos világbajnokságon.